# Lista de prêmios e indicações recebidos por Lil Nas X
A lista de prêmios e indicações recebidos por Lil Nas X. Lil recebeu vários prêmios, incluindo 2 American Music Awards, 5 Billboard Music Awards, 8 MTV Video Music Awards e 2 Grammy Awards. Em 2021, foi incluído na lista oficial da TIME Magazine das 100 pessoas mais influentes do mundo, na seção Artistas com artigo escrito por Kid Cudi. Em 2022, se tornou a pessoa mais jovem a ser honrada com o prêmio Hal David Starlight no Songwriters Hall of Fame.

## American Music Awards
| Ano  | Indicação                                            | Categoria                      | Resultado | Ref.        |
| ---- | ---------------------------------------------------- | ------------------------------ | --------- | ----------- |
| 2019 | Lil Nas X                                            | Artista Revelação do Ano       | Indicado  | [ 1 ] [ 2 ] |
| 2019 | Old Town Road (Remix) (com part. de Billy Ray Cyrus) | Colaboração do Ano             | Indicado  | [ 1 ] [ 2 ] |
| 2019 | Old Town Road (Remix) (com part. de Billy Ray Cyrus) | Música Favorita - Rap/Hip-Hop  | Venceu    | [ 1 ] [ 2 ] |
| 2019 | Old Town Road (Remix) (com part. de Billy Ray Cyrus) | Música Favorita - Pop/Rock     | Indicado  | [ 1 ] [ 2 ] |
| 2019 | Old Town Road (Remix) (com part. de Billy Ray Cyrus) | Vídeo Musical Favorito         | Indicado  | [ 1 ] [ 2 ] |
| 2021 | Montero (Call Me by Your Name)                       | Vídeo Musical Favorito         | Venceu    |             |
| 2021 | Lil Nas X                                            | Artista Pop Masculino Favorito | Indicado  |             |
| 2022 | Industry Baby (com Jack Harlow)                      | Colaboração do Ano             | Indicado  |             |
| 2022 | Industry Baby (com Jack Harlow)                      | Vídeo Musical Favorito         | Indicado  |             |
| 2022 | Industry Baby (com Jack Harlow)                      | Música Favorita - Rap/Hip-Hop  | Indicado  |             |

## Apple Music Awards
| Ano  | Indicação                           | Categoria     | Resultado | Ref.  |
| ---- | ----------------------------------- | ------------- | --------- | ----- |
| 2019 | Old Town Road (com Billy Ray Cyrus) | Canção do Ano | Venceu    | [ 3 ] |

## ASCAP Pop Music Awards
| Ano  | Recipiente                          | Categoria                 | Resultado |
| ---- | ----------------------------------- | ------------------------- | --------- |
| 2020 | Old Town Road (com Billy Ray Cyrus) | Canção com Mais Streaming | Venceu    |
| 2020 | Old Town Road (com Billy Ray Cyrus) | Canções Vencedoras        | Venceu    |
| 2020 | Panini                              | Canções Vencedoras        | Venceu    |
| 2022 | Industry Baby (com Jack Harlow)     | Canções Vencedoras        | Venceu    |

## BBC Radio 1's Teen Awards
| Ano  | Indicação                           | Categoria     | Resultado | Ref.  |
| ---- | ----------------------------------- | ------------- | --------- | ----- |
| 2019 | Old Town Road (com Billy Ray Cyrus) | Melhor Single | Indicado  | [ 4 ] |

## BET Awards
| Ano  | Recipiente | Categoria         | Resultado |
| ---- | ---------- | ----------------- | --------- |
| 2020 | Lil Nas X  | Artista Revelação | Indicado  |

## BET Hip Hop Awards
| Ano  | Indicação                                            | Categoria                        | Resultado | Ref.  |
| ---- | ---------------------------------------------------- | -------------------------------- | --------- | ----- |
| 2019 | Lil Nas X                                            | Melhor Artista Novo de Hip Hop   | Indicado  | [ 5 ] |
| 2019 | Old Town Road (Remix) (com part. de Billy Ray Cyrus) | Single do Ano                    | Venceu    | [ 5 ] |
| 2019 | Old Town Road (Remix) (com part. de Billy Ray Cyrus) | Melhor Colaboração, Duo ou grupo | Venceu    | [ 5 ] |
| 2021 | Montero (Call Me by Your Name)                       | Melhor Vídeo de Hip-Hop          | Indicado  |       |
| 2021 | Montero (Call Me by Your Name)                       | Faixa de Impacto                 | Indicado  |       |

## Billboard Music Awards
| Ano  | Recipiente                          | Categoria                           | Resultado |
| ---- | ----------------------------------- | ----------------------------------- | --------- |
| 2020 | Lil Nas X                           | Top Novo Artista                    | Indicado  |
| 2020 | Lil Nas X                           | Conquista de Chart na Billboard     | Indicado  |
| 2020 | Lil Nas X                           | Top Artista Masculino               | Indicado  |
| 2020 | Lil Nas X                           | Top Artista da Hot 100              | Indicado  |
| 2020 | Lil Nas X                           | Top Artista de Streaming            | Indicado  |
| 2020 | Lil Nas X                           | Top Artista de Vendas de Músicas    | Indicado  |
| 2020 | Lil Nas X                           | Top Artista de Rap                  | Indicado  |
| 2020 | Lil Nas X                           | Top Artista de Rap Masculino        | Indicado  |
| 2020 | Old Town Road (com Billy Ray Cyrus) | Top Colaboração                     | Indicado  |
| 2020 | Old Town Road (com Billy Ray Cyrus) | Top Canção de Rap                   | Venceu    |
| 2020 | Old Town Road (com Billy Ray Cyrus) | Top Canção de Streaming             | Venceu    |
| 2020 | Old Town Road (com Billy Ray Cyrus) | Top Canção de Vendas                | Venceu    |
| 2020 | Old Town Road (com Billy Ray Cyrus) | Top Canção da Hot 100               | Venceu    |
| 2022 | Lil Nas X                           | Top Artista Masculino               | Indicado  |
| 2022 | Lil Nas X                           | Top Artista de Streaming            | Indicado  |
| 2022 | Montero (Call Me by Your Name)      | Top Canção da Global 200 (Excl. US) | Indicado  |
| 2022 | Industry Baby (com Jack Harlow)     | Top Colaboração                     | Indicado  |
| 2022 | Industry Baby (com Jack Harlow)     | Top Canção de Rap                   | Venceu    |

## BMI Awards
| Ano  | Recipiente                          | Categoria          | Resultado |
| ---- | ----------------------------------- | ------------------ | --------- |
| 2020 | Old Town Road (com Billy Ray Cyrus) | Canções Vencedoras | Venceu    |
| 2022 | Montero (Call Me by Your Name)      | Canções Vencedoras | Venceu    |
| 2022 | Industry Baby (com Jack Harlow)     | Canções Vencedoras | Venceu    |

## Bravo Otto
| Ano  | Recipiente | Categoria         | Resultado |
| ---- | ---------- | ----------------- | --------- |
| 2019 | Lil Nas X  | Artista Revelação | Indicado  |

## Brit Awards
| Ano  | Recipiente                     | Categoria                    | Resultado |
| ---- | ------------------------------ | ---------------------------- | --------- |
| 2022 | Montero (Call Me by Your Name) | Melhor Canção Internacional  | Indicado  |
| 2022 | Lil Nas X                      | Artista Internacional do Ano | Indicado  |

## Country Music Association Awards
| Ano  | Indicação                                            | Categoria             | Resultado | Ref.  |
| ---- | ---------------------------------------------------- | --------------------- | --------- | ----- |
| 2019 | Old Town Road (Remix) (com part. de Billy Ray Cyrus) | Evento Musical do Ano | Venceu    | [ 6 ] |

## Danish Music Awards
| Ano  | Recipiente                          | Categoria                    | Resultado |
| ---- | ----------------------------------- | ---------------------------- | --------- |
| 2019 | Old Town Road (com Billy Ray Cyrus) | Sucesso Internacional do Ano | Indicado  |
| 2021 | Montero (Call Me by Your Name)      | Sucesso Internacional do Ano | Venceu    |

## GLAAD Media Awards
| Ano  | Recipiente | Categoria                   | Resultado |
| ---- | ---------- | --------------------------- | --------- |
| 2020 | 7          | Artista Musical de Destaque | Venceu    |
| 2022 | Montero    | Artista Musical de Destaque | Venceu    |

## Global Awards
| Ano  | Recipiente | Categoria                        | Resultado |
| ---- | ---------- | -------------------------------- | --------- |
| 2022 | Lil Nas X  | Melhor Artista Masculino         | Indicado  |
| 2022 | Lil Nas X  | Prêmio Especial por Criatividade | Venceu    |

## Grammy Awards
| Ano  | Indicação                                            | Categoria                                 | Resultado | Ref.        |
| ---- | ---------------------------------------------------- | ----------------------------------------- | --------- | ----------- |
| 2020 | Lil Nas X                                            | Melhor Artista Novo                       | Indicado  | [ 7 ] [ 8 ] |
| 2020 | Panini                                               | Melhor Performance Rap/Cantada            | Indicado  | [ 7 ] [ 8 ] |
| 2020 | Old Town Road (Remix) (com part. de Billy Ray Cyrus) | Gravação do Ano                           | Indicado  | [ 7 ] [ 8 ] |
| 2020 | Old Town Road (Remix) (com part. de Billy Ray Cyrus) | Melhor Performance de Pop em Duo ou Grupo | Venceu    | [ 7 ] [ 8 ] |
| 2020 | Old Town Road (Remix) (com part. de Billy Ray Cyrus) | Melhor Vídeo Musical                      | Venceu    | [ 7 ] [ 8 ] |
| 2020 | 7                                                    | Álbum do Ano                              | Indicado  | [ 7 ] [ 8 ] |
| 2022 | Montero                                              | Álbum do Ano                              | Indicado  |             |
| 2022 | Montero (Call Me by Your Name)                       | Gravação do Ano                           | Indicado  |             |
| 2022 | Montero (Call Me by Your Name)                       | Canção do Ano                             | Indicado  |             |
| 2022 | Montero (Call Me by Your Name)                       | Melhor Vídeo Musical                      | Indicado  |             |
| 2022 | Industry Baby (com Jack Harlow)                      | Melhor Performance Melódica de Rap        | Indicado  |             |

## iHeartRadio

### iHeartRadio Music Awards
| Ano  | Recipiente                          | Categoria                   | Resultado |
| ---- | ----------------------------------- | --------------------------- | --------- |
| 2020 | Old Town Road (com Billy Ray Cyrus) | Canção do Ano               | Indicado  |
| 2020 | Old Town Road (com Billy Ray Cyrus) | Canção de Hip-Hop do Ano    | Indicado  |
| 2020 | Old Town Road (com Billy Ray Cyrus) | Melhor Remix                | Indicado  |
| 2020 | Old Town Road (com Billy Ray Cyrus) | Melhor Vídeo Musical        | Indicado  |
| 2020 | Lil Nas X                           | Melhor Novo Artista Pop     | Indicado  |
| 2020 | Lil Nas X                           | Melhor Novo Artista Hip-Hop | Indicado  |
| 2022 | Lil Nas X                           | Artista Masculino do Ano    | Venceu    |
| 2022 | Lil Nas X                           | Prêmio Hat Trick            | Venceu    |
| 2022 | Montero (Call Me by Your Name)      | Canção do Ano               | Indicado  |
| 2022 | Montero (Call Me by Your Name)      | Melhor Vídeo Musical        | Indicado  |
| 2022 | Montero (Call Me by Your Name)      | Melhor Letra                | Indicado  |
| 2022 | Montero (Call Me by Your Name)      | Hino do TikTok do Ano       | Indicado  |
| 2022 | Jolene da Dolly Parton              | Melhor Cover                | Indicado  |

### iHeartRadio Titanium Awards
| Ano  | Recipiente                     | Categoria                        | Resultado |
| ---- | ------------------------------ | -------------------------------- | --------- |
| 2022 | Montero (Call Me by Your Name) | 1 bilhão em audiência nas rádios | Venceu    |

## LOS40 Music Awards
| Ano  | Recipiente                     | Categoria                         | Resultado |
| ---- | ------------------------------ | --------------------------------- | --------- |
| 2019 | Lil Nas X                      | Melhor Novo Artista Internacional | Indicado  |
| 2021 | Montero (Call Me by Your Name) | Melhor Vídeo Internacional        | Indicado  |
| 2021 | Montero (Call Me by Your Name) | Melhor Canção Internacional       | Indicado  |

## MTV Awards

### MTV Europe Music Awards
| Ano  | Recipiente                          | Categoria                | Resultado |
| ---- | ----------------------------------- | ------------------------ | --------- |
| 2019 | Old Town Road (com Billy Ray Cyrus) | Melhor Canção            | Indicado  |
| 2019 | Old Town Road (com Billy Ray Cyrus) | Melhor Vídeo             | Indicado  |
| 2019 | Old Town Road (com Billy Ray Cyrus) | Melhor Colaboração       | Indicado  |
| 2019 | Lil Nas X                           | Melhor Novo Artista      | Indicado  |
| 2019 | Lil Nas X                           | Melhor Look              | Indicado  |
| 2019 | Lil Nas X                           | Melhor Ato Estadunidense | Indicado  |
| 2021 | Lil Nas X                           | Melhor Ato Estadunidense | Indicado  |
| 2021 | Lil Nas X                           | Melhor Artista           | Indicado  |
| 2021 | Industry Baby (com Jack Harlow)     | Melhor Colaboração       | Indicado  |
| 2021 | Montero (Call Me by Your Name)      | Melhor Canção            | Indicado  |
| 2021 | Montero (Call Me by Your Name)      | Vídeo pelo Bem           | Indicado  |
| 2021 | Montero (Call Me by Your Name)      | Melhor Vídeo             | Venceu    |
| 2022 | Lil Nas X                           | Melhor Ato Estadunidense | Indicado  |

### MTV Video Music Awards
| Ano  | Indicação                                   | Categoria                        | Resultado | Ref.   |
| ---- | ------------------------------------------- | -------------------------------- | --------- | ------ |
| 2019 | Lil Nas X                                   | Melhor Artista Novo              | Indicado  | [ 9 ]  |
| 2019 | Old Town Road (Remix) (com Billy Ray Cyrus) | Vídeo do Ano                     | Indicado  | [ 9 ]  |
| 2019 | Old Town Road (Remix) (com Billy Ray Cyrus) | Canção do Ano                    | Venceu    | [ 9 ]  |
| 2019 | Old Town Road (Remix) (com Billy Ray Cyrus) | Melhor Colaboração               | Indicado  | [ 9 ]  |
| 2019 | Old Town Road (Remix) (com Billy Ray Cyrus) | Melhor Vídeo de Hip-Hop          | Indicado  | [ 9 ]  |
| 2019 | Old Town Road (Remix) (com Billy Ray Cyrus) | Canção do Verão                  | Indicado  | [ 9 ]  |
| 2019 | Old Town Road (Remix) (com Billy Ray Cyrus) | Melhor Direção                   | Venceu    | [ 9 ]  |
| 2019 | Old Town Road (Remix) (com Billy Ray Cyrus) | Melhor Edição                    | Indicado  | [ 9 ]  |
| 2019 | Old Town Road (Remix) (com Billy Ray Cyrus) | Melhor Direção de Arte           | Indicado  | [ 9 ]  |
| 2021 | Montero (Call Me by Your Name)              | Vídeo do Ano                     | Venceu    | [ 10 ] |
| 2021 | Montero (Call Me by Your Name)              | Melhor Vídeo com Mensagem Social | Indicado  | [ 10 ] |
| 2021 | Montero (Call Me by Your Name)              | Melhor Direção                   | Venceu    | [ 10 ] |
| 2021 | Montero (Call Me by Your Name)              | Melhor Direção de Arte           | Indicado  | [ 10 ] |
| 2021 | Montero (Call Me by Your Name)              | Melhores Efeitos Visuais         | Venceu    | [ 10 ] |
| 2021 | Industry Baby (com Jack Harlow)             | Canção do Verão                  | Indicado  | [ 10 ] |
| 2022 | Industry Baby (com Jack Harlow)             | Vídeo do Ano                     | Indicado  |        |
| 2022 | Industry Baby (com Jack Harlow)             | Melhor Colaboração               | Venceu    |        |
| 2022 | Industry Baby (com Jack Harlow)             | Melhor Direção                   | Indicado  |        |
| 2022 | Industry Baby (com Jack Harlow)             | Melhor Direção de Arte           | Venceu    |        |
| 2022 | Industry Baby (com Jack Harlow)             | Melhor Coreografia               | Indicado  |        |
| 2022 | Industry Baby (com Jack Harlow)             | Melhores Efeitos Visuais         | Venceu    |        |
| 2022 | Lil Nas X                                   | Artista do Ano                   | Indicado  |        |

### MTV Video Play Awards
| Ano  | Indicação                                   | Categoria      | Resultado | Ref.   |
| ---- | ------------------------------------------- | -------------- | --------- | ------ |
| 2019 | Old Town Road (Remix) (com Billy Ray Cyrus) | Vídeo Vencedor | Venceu    | [ 11 ] |

## NAACP Image Awards
| Ano  | Recipiente | Categoria                     | Resultado |
| ---- | ---------- | ----------------------------- | --------- |
| 2020 | Lil Nas X  | Novo Artista de Destaque      | Venceu    |
| 2020 | Lil Nas X  | Artista Masculino de Destaque | Indicado  |
| 2022 | Lil Nas X  | Artista Masculino de Destaque | Indicado  |
| 2022 | Lil Nas X  | Entertainer do Ano            | Indicado  |

## Nickelodeon Kids' Choice Awards
| Ano  | Indicação                           | Categoria                  | Resultado | Ref.   |
| ---- | ----------------------------------- | -------------------------- | --------- | ------ |
| 2020 | Old Town Road (com Billy Ray Cyrus) | Canção Favorita            | Indicado  | [ 12 ] |
| 2020 | Old Town Road (com Billy Ray Cyrus) | Colaboração Favorita       | Indicado  | [ 12 ] |
| 2020 | Lil Nas X                           | Artista Masculino Favorito | Indicado  | [ 12 ] |
| 2020 | Lil Nas X                           | Artista Revelação Favorito | Venceu    | [ 12 ] |

## NRJ Music Awards
| Ano  | Indicação                                   | Categoria                       | Resultado | Ref.   |
| ---- | ------------------------------------------- | ------------------------------- | --------- | ------ |
| 2019 | Lil Nas X                                   | Artista Revelação Internacional | Indicado  | [ 13 ] |
| 2019 | Lil Nas X e Billy Ray Cyrus                 | Duo/Grupo Internacional do Ano  | Indicado  | [ 13 ] |
| 2019 | Old Town Road (Remix) (com Billy Ray Cyrus) | Melhor Canção Internacional     | Indicado  | [ 13 ] |
| 2019 | Old Town Road (Remix) (com Billy Ray Cyrus) | Vídeo do Ano                    | Indicado  | [ 13 ] |
| 2021 | Montero (Call Me by Your Name)              | Vídeo do Ano                    | Indicado  |        |
| 2021 | Lil Nas X                                   | Artista Masculino Internacional | Indicado  |        |
| 2022 | Lil Nas X                                   | Artista Masculino Internacional | Indicado  |        |

## People's Choice Awards
| Ano  | Recipiente                          | Categoria                            | Resultado |
| ---- | ----------------------------------- | ------------------------------------ | --------- |
| 2019 | Old Town Road (com Billy Ray Cyrus) | Canção do Ano                        | Indicado  |
| 2019 | Lil Nas X                           | Artista Masculino do Ano             | Indicado  |
| 2020 | Lil Nas X                           | Estrela de Estilo do Ano             | Indicado  |
| 2021 | Lil Nas X                           | Estrela Social do Ano                | Indicado  |
| 2021 | Lil Nas X                           | Artista Masculino do Ano             | Venceu    |
| 2021 | Montero                             | Álbum do Ano                         | Indicado  |
| 2021 | Montero (Call Me by Your Name)      | Canção do Ano                        | Indicado  |
| 2021 | Montero (Call Me by Your Name)      | Vídeo do Ano                         | Indicado  |
| 2021 | Industry Baby (com Jack Harlow)     | Colaboração do Ano                   | Indicado  |
| 2022 | Lil Nas X                           | Celebridade das Redes Sociais do Ano | Indicado  |

## Premios Odeón
| Ano  | Recipiente                     | Categoria                   | Resultado |
| ---- | ------------------------------ | --------------------------- | --------- |
| 2022 | Montero (Call Me by Your Name) | Melhor Canção Internacional | Venceu    |

## Queerty Awards
| Ano  | Recipiente | Categoria                  | Resultado |
| ---- | ---------- | -------------------------- | --------- |
| 2020 | Lil Nas X  | Porta do Armário Derrubada | Venceu    |

## Rockbjörnen
| Ano  | Recipiente                     | Categoria                 | Resultado |
| ---- | ------------------------------ | ------------------------- | --------- |
| 2021 | Montero (Call Me by Your Name) | Canção Estrangeira do Ano | Indicado  |

## Songwriters Hall of Fame
| Ano  | Recipiente | Categoria                 | Resultado |
| ---- | ---------- | ------------------------- | --------- |
| 2022 | Lil Nas X  | Hal David Starlight Award | Venceu    |

## Streamy Awards
| Ano  | Recipiente                                                          | Categoria          | Resultado |
| ---- | ------------------------------------------------------------------- | ------------------ | --------- |
| 2019 | Lil Nas X                                                           | Artista Revelação  | Venceu    |
| 2021 | Zach Campbell e Lil Nas X - reação a Montero (Call Me by Your Name) | Melhor Colaboração | Indicado  |

## Swiss Music Awards
| Ano  | Recipiente                          | Categoria                              | Resultado |
| ---- | ----------------------------------- | -------------------------------------- | --------- |
| 2020 | Old Town Road (com Billy Ray Cyrus) | Melhor Hit Internacional               | Indicado  |
| 2022 | Lil Nas X                           | Melhor Artista Revelação Internacional | Indicado  |

## Teen Choice Awards
| Ano  | Recipiente                          | Categoria                            | Resultado |
| ---- | ----------------------------------- | ------------------------------------ | --------- |
| 2019 | Lil Nas X                           | Escolha de Artista Revelação         | Indicado  |
| 2019 | Lil Nas X                           | Escolha de Artista Masculino         | Indicado  |
| 2019 | Lil Nas X                           | Escolha de Artista do Verão          | Indicado  |
| 2019 | Old Town Road (com Billy Ray Cyrus) | Escolha de Música: Artista Masculino | Indicado  |
| 2019 | Old Town Road (com Billy Ray Cyrus) | Escolha de Colaboração               | Indicado  |
| 2019 | Old Town Road (com Billy Ray Cyrus) | Escolha de Música: R&B/Hip-Hop       | Venceu    |

## TIME
| Ano  | Recipiente | Categoria                                             | Resultado |
| ---- | ---------- | ----------------------------------------------------- | --------- |
| 2021 | Lil Nas X  | 100 Pessoas Mais Influentes do Mundo - Seção Artistas | Venceu    |

## UK Music Video Awards
| Ano  | Recipiente                          | Categoria                           | Resultado |
| ---- | ----------------------------------- | ----------------------------------- | --------- |
| 2019 | Old Town Road (com Billy Ray Cyrus) | Melhor Vídeo Urbano - Internacional | Indicado  |
| 2021 | Montero (Call Me by Your Name)      | Melhor Vídeo Pop - Internacional    | Indicado  |
| 2021 | Industry Baby (com Jack Harlow)     | Melhor Vídeo Pop - Internacional    | Venceu    |
| 2021 | Industry Baby (com Jack Harlow)     | Melhor Coreografia em um Vídeo      | Indicado  |